# 萩原久雄
萩原 久雄は日本の技術者、実業家。

## 来歴
サンフランシスコ講和条約締結後、自由航空研究所を設立して1952年から1959年までにJHX-1からJHX-4まで4機のヘリコプターを試作したが数mの浮上にとどまった。翼端噴流式とよばれる回転翼の翼端にラムジェットを備える機構だった。他にエアカー(ホバークラフト)を試作した。
またJHX-5も製造された記録がある。
日本自作機協会(JEAA)の役員も歴任した。

## 自由航空研究所
翼端噴流式の萩原JHXヘリコプターを試作した。

## その他の製作物

### カメカゼ・オーバー・カー
日本で最初期のエアカー（ホバークラフト）
- 動力：米軍払い下げの発電用2サイクル6馬力エンジン
- 重量：60 kg
- 乗員：1名
- 全長：2.4 m
- 全幅：1.2 m
- 全高：1.0 m

### RC-1
1965年春に製作された、二重反転式ローターを備える無人ヘリコプター。
- 自重：75kg
- 全備重量：125kg
- エンジン：マッカラー（英語版）製（12.5 hp） × 2